# Fariometra sewelli
Fariometra sewelli is een haarster uit de familie Antedonidae.
De wetenschappelijke naam van de soort werd in 1937 gepubliceerd door Austin Hobart Clark.